# Hans Winkler (Diplomat)
Hans Winkler (* 13. Jänner 1945 in Wien) ist ein österreichischer Diplomat und früherer Staatssekretär (parteilos) im Außenministerium. Von 1. April 2009 bis 2017 war er Direktor der Diplomatischen Akademie Wien.

## Lebenslauf
Nach Absolvierung der Matura an der Theresianischen Akademie in Wien studierte Winkler Rechtswissenschaften an der Universität Wien. 1968 promovierte er zum Doctor Iuris. Von 1968 bis 1970 erweiterte er seine Ausbildung durch ein postgraduales Studium an der Diplomatischen Akademie Wien.
Darauf folgend begann 1970 seine Laufbahn im auswärtigen Dienst: Nach Tätigkeit in der österreichischen Delegation in Berlin (West) bekleidete er unterschiedliche Funktionen in den österreichischen Botschaften Washington, Belgrad und Kairo. Von 1992 bis 1996 war Winkler Ständiger Vertreter Österreichs beim Europarat; von 1996 bis 1999 Leiter der Abteilung für Amerika im Bundesministerium für auswärtige Angelegenheiten; von 1999 bis Juni 2005 Leiter des Völkerrechtsbüros, von 2002 bis Juni 2005 zudem stellvertretender Generalsekretär für auswärtige Angelegenheiten.
Am 4. Juli 2005 wurde er als Staatssekretär in die Bundesregierung Schüssel II berufen – vorwiegend, um die österreichische Präsidentschaft des Rates der EU (1. Hälfte 2006, die 2. Österreichs) in der ersten Jahreshälfte 2006 als politisch Verantwortlicher vorzubereiten und durchzuführen. Überraschend wurde der Parteilose auch in der Bundesregierung Gusenbauer ernannt und erneut am 11. Jänner 2007 angelobt. Er war bis zur Angelobung des Kabinetts Faymann I am 2. Dezember 2008 als Staatssekretär tätig.
Als Leiter des Völkerrechtsbüros war Winkler mit den Verhandlungen um die Entschädigung von Zwangsarbeitern und der Restitutionsfrage befasst.
2017 folgte ihm Emil Brix als Direktor der Diplomatischen Akademie Wien nach.

## Auszeichnungen
- 2001: Großes Goldenes Ehrenzeichen für Verdienste um die Republik Österreich[4]
- 2008: Großes Silbernes Ehrenzeichen am Bande für Verdienste um die Republik Österreich[4]
- Großkreuz des Verdienstordens der Italienischen Republik
- 2008: Komtur des Sterns von Rumänien

## Nachweise
1. ↑  Das waren sechs Monate Präsidentschaft auf www.eu2006.at (Memento des Originals vom 21. Juli 2012 im Internet Archive)  Info: Der Archivlink wurde automatisch eingesetzt und noch nicht geprüft. Bitte prüfe Original- und Archivlink gemäß Anleitung und entferne dann diesen Hinweis.
2. ↑  Bundesminister Sebastian Kurz: „Gratuliere Emil Brix zu seiner neuen Aufgabe“. OTS-Meldung vom 21. Juni 2017, abgerufen am 1. November 2018.
3. ↑  The DA welcomes its new director, Amb. Emil Brix. Artikel vom 1. August 2017, abgerufen am 1. November 2018.
4. 1 2  Aufstellung aller durch den Bundespräsidenten verliehenen Ehrenzeichen für Verdienste um die Republik Österreich ab 1952 (PDF; 6,9 MB)

| Personendaten    | Personendaten                   |
| ---------------- | ------------------------------- |
| NAME             | Winkler, Hans                   |
| KURZBESCHREIBUNG | österreichischer Staatssekretär |
| GEBURTSDATUM     | 13. Januar 1945                 |
| GEBURTSORT       | Wien                            |